# 格拉奈大屠殺
格拉奈大屠殺，或稱格拉奈空襲事件，是指於2009年5月4日在阿富汗法拉省格拉奈村造成約86至147名平民死亡的空襲事件。美國政府承認此次行動存在嚴重的缺失，並聲明其“無法辨識平民的存在且/或無能減少附帶的損害而造成了非預期的後果”。阿富汗政府宣稱此事件造成140名平民的死亡，其中93人為兒童，而僅有22位成年受害者。一份較早的美軍調查資料聲稱有約20到30名平民與60到65名的暴徒在此行動中喪生，另一份被部分釋出的調查報告內文中則聲稱“沒有人可能確實的斷定平民的死亡人數”，而澳洲人報則在報導中聲稱此次的傷亡是聯軍入侵阿富汗之後所造成的最大單一死亡事件。

## 空襲影片
此事件的發生經過被其中一架參與任務的B-1轟炸機的錄影裝置錄下，但在五角大廈於2009年發表的事故調查報告中並沒有被提及。2010年5月維基解密經由當時在美國陸軍擔任情報分析人員的布拉德利·曼寧處取得了經過加密的版本，當時布拉德利·曼寧已試圖解密此影片。2010年6月丹尼尔·艾尔斯伯格，五角大楼文件案的告密者公開的呼籲歐巴馬總統於網路上公開此關鍵影片。然而，至今美國政府依舊未將此影片公開，而維基解密計畫也還未能解密此影片。

## 参見
- 布拉德利·曼寧
- 維基解密
- 阿富汗战争